# Gioco sulla sabbia
Gioco sulla sabbia (Spiel im Sand) è un cortometraggio realizzato da Werner Herzog nel 1964.
Si conosce poco di questa opera, in quanto il film non è mai stato distribuito per volontà dello stesso regista che, pur considerando i cortometraggi una parte rilevante della sua produzione, ritiene malriuscito questo suo lavoro.

## Trama
Il film mostra i giochi di quattro ragazzi su una spiaggia con un gallo chiuso dentro una scatola di cartone, che poi viene seppellito nella sabbia in modo che ne rimanga fuori solo la testa.